# Joana Grau i Masagué
Joana Grau Masagué (Olesa de Montserrat, Baix Llobregat, 14 de juny de 1958 – Olesa de Montserrat, Baix Llobregat, 2 de febrer de 2012) fou una jugadora de basquetbol catalana.
Formada en el Club Bàsquet Olesa, va participar en la lliga de l'Obra Atlètica Recreativa aconseguint guanyar la Lliga i la Copa el 1975. L'any 1979 va fitxar pel Picadero Jockey Club, on aconseguí tres títols de Lliga, tres Copes de la Reina i quatre Lligues catalanes. Després de la desaparició del club, tornà a incorporar-se al CB Olesa, on va jugar fins a la seva retirada professional. Continuà vinculada a l'entitat exercint com a entrenadora d'equips de base.

## Reconeixement i memòria
Entre d'altres reconeixement, el Nou Bàsquet Olesa organitza anualment el Memorial Joana Grau, que se celebra el mes de setembre des de l'any 2014. La vila d'Olesa posà el nom de Joana Grau, escollit en votació popular, a un carrer del barri de Cal Candi.

## Palmarès
- 3 Lligues espanyoles de bàsquet femenina: 1979-80, 1980-81, 1982-83
- 3 Copes espanyoles de bàsquet femenina: 1979-80, 1982-83, 1984-85
- 4 Lligues catalanes de bàsquet femenina: 1981-82, 1982-83, 1983-84, 1984-85